# Lenzer Wische

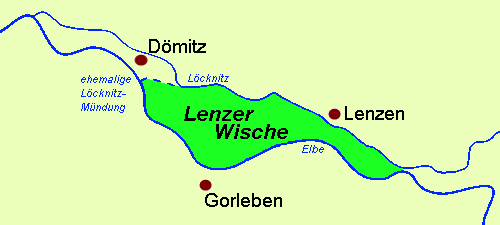
Lage der Lenzer Wische

Die Lenzer Wische (Wische = niederdeutsch für Wiese) ist ein nur dünn besiedeltes Feuchtgebiet im Nordwesten Brandenburgs. Sie umfasst die Gemeinde Lenzerwische und den südlich der Löcknitz gelegenen Teil der Stadt Lenzen (Elbe).
Es befindet sich im Biosphärenreservat Flusslandschaft Elbe-Brandenburg zwischen den Flüssen Löcknitz und Elbe. In ihrem Verlauf in Richtung Nordwesten nähern sich beide Flüsse an der südöstlichen Stadtgrenze Lenzens auf etwa 500 Meter an, die Elbe schlägt ab dort jedoch einen südlichen Bogen nach Gorleben. Erst südlich von Dömitz mündete die Löcknitz bis 1973 in die Elbe. Bei Hochwasser ergoss sich der Strom auch über seinen Nebenfluss regelmäßig in die Wiesen und Weiden der feuchten Niederung. An die Überschwemmungen erinnern noch heute die Warften historischer Bauernhäuser.
Ende der 1960er Jahre wurde das bis dahin vom Wasserstand zweier Flüsse abhängige Feuchtgebiet mit hohem Aufwand entwässert. Zur Steigerung der landwirtschaftlichen Erträge wurde die Lenzer Wische mit Entwässerungsgräben durchzogen und die Löcknitz-Mündung um zwölf Kilometer in die Nähe von Wehningen verlegt. An der Stelle der ehemaligen Löcknitz-Mündung befindet sich ein Schöpfwerk, welches den Wasserstand der Lenzer Wische regelt.
Die Entwässerung, die Schaffung landwirtschaftlicher Großflächen und die Bewirtschaftung des Bodens bedeutete für viele Tiere und Pflanzen den Verlust ihres Lebensraumes. Mit einer teilweisen Wiedervernässung nach der Wende konnte diese Entwicklung umgekehrt werden.
Ein 2200 Hektar großer Teil der Lenzer Wische wurde zum Elbehochwasser ab 21. Januar 2011 geflutet, um den Wasserabfluss aus der Löcknitz zu beschleunigen.
Koordinaten: 53° 5′ 0″ N, 11° 25′ 0″ O

## Sonstiges
In dem Kinderbuch Wunderbare Fahrten und Abenteuer der kleinen Dott (1941) von Tamara Ramsay, das in der Prignitz spielt, kommt die Lenzer Wische als Grüne Insel zwischen den Flüssen Löcknitz und Elbe vor. Das Buch schildert in Anlehnung an Nils Holgerssons wunderbare Reise durch Schweden von Selma Lagerlöf den „Ausflug“ der zwölfjährigen Dorothea, genannt Dott, auf den Flügeln eines Fischreihers. Die Reise nimmt in der Lenzer Wische bei Mödlich ihren Anfang.